# Casamicciola Terme
Casamicciola Terme là một đô thị ở tỉnh Napoli ở vùng Campania, cách khoảng 30 km về phía tây nam của Napoli.
Casamicciola Terme giáp các đô thị: Barano d'Ischia, Forio, Ischia, Lacco Ameno, Serrara Fontana.